# Bergmyrtjärnen (Arvidsjaurs socken, Lappland, 729261-165720)
Bergmyrtjärnen är en sjö i Arvidsjaurs kommun i Lappland och ingår i Byskeälvens huvudavrinningsområde. Sjön har en area på 0,0357 kvadratkilometer och ligger 457,4 meter över havet.

## Delavrinningsområde
Bergmyrtjärnen ingår i det delavrinningsområde (728856-165755) som SMHI kallar för Mynnar i Dyrasbäcken. Medelhöjden är 428 meter över havet och ytan är 9,85 kvadratkilometer. Det finns inga avrinningsområden uppströms utan avrinningsområdet är högsta punkten. Vattendraget som avvattnar avrinningsområdet har biflödesordning 5, vilket innebär att vattnet flödar genom totalt 5 vattendrag innan det når havet efter 156 kilometer. Avrinningsområdet består mestadels av skog (84 procent) och sankmarker (14 procent). Avrinningsområdet har 0,21 kvadratkilometer vattenytor vilket ger det en sjöprocent på 2,1 procent.